# Nationalliga A (1993/1994)
Nationalliga A (1993/1994) – 96. edycja najwyższej piłkarskiej klasy rozgrywkowej w  Szwajcarii. Rozpoczęły się 28 lipca 1993 roku, zakończyły się natomiast 10 maja 1994 roku. W rozgrywkach wzięło udział dwanaście drużyn. Mistrzowski tytuł wywalczyła drużyna Servette FC. Królem strzelców ligi został Giovane Élber z Grasshoppers Zurych, który zdobył 20 goli.

## Drużyny
| Uczestnicy poprzedniej edycji                                                                                 | Uczestnicy poprzedniej edycji | Uczestnicy poprzedniej edycji | Uczestnicy poprzedniej edycji |
| --- | ----------------------------- | ----------------------------- | ----------------------------- |
| AAR | FC Aarau                      | 1                             |                               |
| YBO | BSC Young Boys                | 2                             |                               |
| SER | Servette FC                   | 3                             |                               |
| LUG | FC Lugano                     | 4                             |                               |
| ZUR | FC Zürich                     | 5                             |                               |
| SIO | FC Sion                       | 6                             |                               |
| NEU | Neuchâtel Xamax               | 7                             |                               |
| LAU | FC Lausanne-Sport             | 8                             |                               |
| GRA | Grasshopper Club Zurych       | 9                             |                               |
| LUZ | FC Luzern                     | 10                            |                               |
| Awans z Nationalligi B (1992/1993)                                                                            |                               |                               |                               |
| YVE | Yverdon-Sport FC              | 1                             |                               |
| KRI | SC Kriens                     | 2                             |                               |
| Oznaczenia: - kolumna pierwsza – skróty nazw drużyn, - kolumna trzecia – miejsce zajęte w poprzednim sezonie. |                               |                               |                               |

Po poprzednim sezonie spadły: FC Sankt Gallen i FC Chiasso.

## Sezon zasadniczy

### Tabela
| Lp. | Drużyna                 | M  | Z  | R | P  | Bramki | Bramki | Różn. | Pkt | Uwagi              |
| --- | ----------------------- | -- | -- | - | -- | ------ | ------ | ----- | --- | ------------------ |
| 1   | Grasshopper Club Zurych | 22 | 12 | 7 | 3  | 37     | 15     | +22   | 31  | Grupa mistrzowska  |
| 2   | FC Sion                 | 22 | 11 | 9 | 2  | 34     | 14     | +20   | 31  | Grupa mistrzowska  |
| 3   | BSC Young Boys          | 22 | 9  | 7 | 6  | 37     | 25     | +12   | 25  | Grupa mistrzowska  |
| 4   | Servette FC             | 22 | 9  | 7 | 6  | 38     | 37     | +1    | 25  | Grupa mistrzowska  |
| 5   | FC Lausanne-Sport       | 22 | 9  | 6 | 7  | 28     | 27     | +1    | 24  | Grupa mistrzowska  |
| 6   | FC Lugano               | 22 | 7  | 8 | 7  | 23     | 27     | −4    | 22  | Grupa mistrzowska  |
| 7   | FC Luzern               | 22 | 8  | 5 | 9  | 26     | 32     | −6    | 21  | Grupa mistrzowska  |
| 8   | FC Aarau                | 22 | 8  | 5 | 9  | 24     | 31     | −7    | 21  | Grupa mistrzowska  |
| 9   | FC Zürich               | 22 | 6  | 8 | 8  | 25     | 22     | +3    | 20  | Grupa awans/spadek |
| 10  | Neuchâtel Xamax         | 22 | 4  | 9 | 9  | 24     | 31     | −7    | 17  | Grupa awans/spadek |
| 11  | Yverdon-Sport FC        | 22 | 3  | 8 | 11 | 19     | 33     | −14   | 14  | Grupa awans/spadek |
| 12  | SC Kriens               | 22 | 3  | 7 | 12 | 17     | 38     | −21   | 13  | Grupa awans/spadek |

## Grupa mistrzowska
| Lp. | Drużyna                 | M  | Z | R | P | Bramki | Bramki | Różn. | Pkt | Uwagi                                     |
| --- | ----------------------- | -- | - | - | - | ------ | ------ | ----- | --- | ----------------------------------------- |
| 1   | Servette FC             | 14 | 8 | 5 | 1 | 29     | 14     | +15   | 21  | Liga Mistrzów UEFA • runda kwalifikacyjna |
| 2   | Grasshopper Club Zurych | 14 | 6 | 5 | 3 | 28     | 17     | +11   | 17  | Puchar Zdobywców Pucharów • 1/32 finału   |
| 3   | FC Sion                 | 14 | 5 | 5 | 4 | 21     | 15     | +6    | 15  | Puchar UEFA • 1/32 finału                 |
| 4   | FC Aarau                | 14 | 7 | 4 | 3 | 23     | 16     | +7    | 18  | Puchar UEFA • runda kwalifikacyjna        |
| 5   | FC Lugano               | 14 | 5 | 5 | 4 | 21     | 19     | +2    | 15  |                                           |
| 6   | BSC Young Boys          | 14 | 2 | 6 | 6 | 13     | 23     | −10   | 10  |                                           |
| 7   | FC Lausanne-Sport       | 14 | 4 | 1 | 9 | 14     | 28     | −14   | 9   |                                           |
| 8   | FC Luzern               | 14 | 2 | 3 | 9 | 15     | 32     | −17   | 7   |                                           |

## Grupa awans/spadek
| Lp. | Drużyna           | M  | Z | R | P  | Bramki | Bramki | Różn. | Pkt | Uwagi |
| --- | ----------------- | -- | - | - | -- | ------ | ------ | ----- | --- | ----- |
| 1   | FC Basel          | 14 | 7 | 6 | 1  | 22     | 7      | +15   | 20  |       |
| 2   | FC Sankt Gallen   | 14 | 8 | 4 | 2  | 28     | 14     | +14   | 20  |       |
| 3   | Neuchâtel Xamax   | 14 | 9 | 2 | 3  | 21     | 12     | +9    | 20  |       |
| 4   | FC Zürich         | 14 | 7 | 4 | 3  | 24     | 15     | +9    | 18  |       |
| 5   | SC Kriens         | 14 | 4 | 4 | 6  | 21     | 20     | +1    | 12  |       |
| 6   | Étoile Carouge FC | 14 | 3 | 5 | 6  | 14     | 24     | −10   | 11  |       |
| 7   | FC Schaffhausen   | 14 | 2 | 3 | 9  | 14     | 31     | −17   | 7   |       |
| 8   | Yverdon-Sport FC  | 14 | 1 | 2 | 11 | 8      | 29     | −21   | 4   |       |

## Najlepsi strzelcy
21 bramek
- Giovane Élber (Grasshopper Club Zurych)

17 bramek
- Néstor Subiat (FC Lugano)

16 bramek
- Oliver Neuville (Servette FC)

15 bramek
- Alexandre Rey (FC Sion)

13 bramek
- Adrian Kunz (BSC Young Boys)
- Marco Grassi (FC Zürich/Servette FC)